# Cantón de Orange-Este
El cantón de Orange-Este era una división administrativa francesa, que estaba situada en el departamento de Vaucluse y la región de Provenza-Alpes-Costa Azul.

## Composición
El cantón estaba formado por seis comunas, más una fracción de la comuna que le daba su nombre:
- Camaret-sur-Aigues
- Jonquières
- Orange (fracción)
- Sérignan-du-Comtat
- Travaillan
- Uchaux
- Violès

## Supresión del cantón de Orange-Este
En aplicación del Decreto n.º 2014-249 de 25 de febrero de 2014, el cantón de Orange-Este fue suprimido el 22 de marzo de 2015 y sus 7 comunas pasaron a formar parte; tres del nuevo cantón de Vaison-la-Romaine, dos del nuevo cantón de Bollène, una del nuevo cantón de Sorgues y su fracción de comuna se unió a la otra fracción para formar el nuevo cantón de Orange.